# Gleinalpe
Die Gleinalpe oder Gleinalm ist ein breiter Gebirgszug in der Steiermark nordwestlich der Landeshauptstadt Graz. Sie überdeckt etwa 50 × 30 km zwischen den Bergbau-Städten Leoben und Köflach sowie Frohnleiten und Knittelfeld und gehört zu den Lavanttaler Alpen beziehungsweise dem Steirischen Randgebirge. Höchster Gipfel ist der Lenzmoarkogel (1991 m ü. A.).

## Topografie

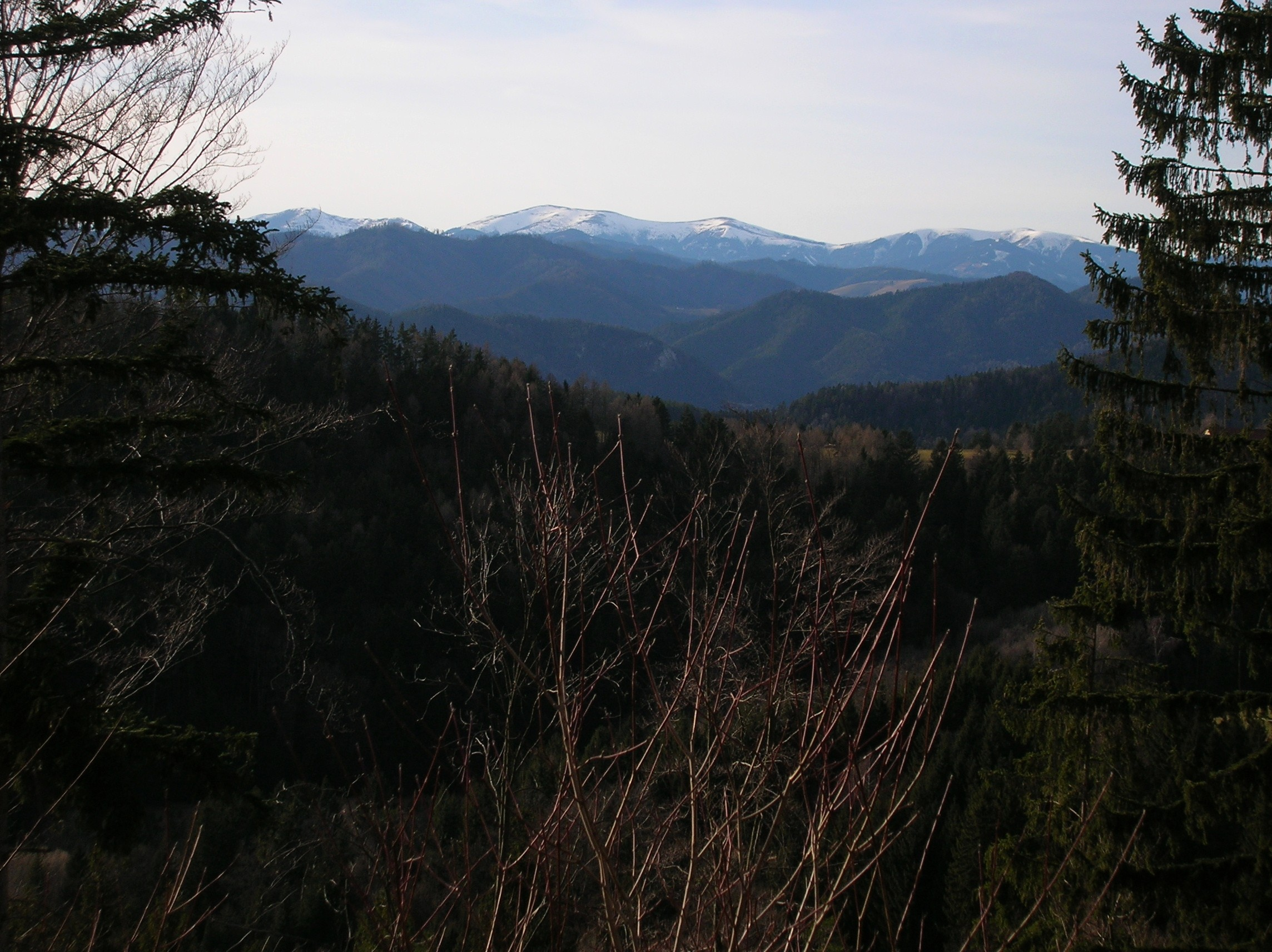
Ostabdachung, mit den Vorbergen des Grazer Berglands (von Rannach)

Die Gleinalpe ist ein eher sanftes Hochgebirge, welches etwa 15 Gipfel von 1700 bis 2000 m aufweist.
Die Gleinalpe wird begrenzt durch das Murtal von Zeltweg bis zum Gratkorner Becken im Norden und Osten, von der Linie Gratkorn–Köflach mit angrenzend dem Weststeirischen Riedelland im Süden, und vom Gaberlpass im Südwesten zu Pack- und Stubalpe.
Der nordöstlichste Teil der wälder- und almenreiche Gleinalpe trägt die Bezeichnung Hochalpe, sie wird teilweise als eigene Gebirgsgruppe gesehen, teilweise der Gleinalpe zugerechnet. Laut der Landschaftsgliederung der Steiermark bildet der Sattel beim Almwirt (1170 m, Diebsweg) die Grenze zwischen den beiden Randgebirgen, die dort die Kürzel R.4 (Gleinalpe) und R.4a (Hochalpe) tragen.
Die Abgrenzung zur Stubalpe im Südwesten gilt als problematischer, hier gilt allgemein der Gaberlpass (1547 m),
in der Landschaftsgliederung der Steiermark wird die Tiefenlinie Rachaugraben – Stierkreuz (1485 m) – Schrottgraben zwischen Graden und Knittelfeld (nahe Oskar-Schauer-Sattelhaus) genannt. Die Gebirgsgruppengliederung nach Trimmel, wo Stub- und Gleinalpe als Nr. 2780 zusammengefasst werden, sieht eine Grenze auch am Gleinalmsattel (1586 m) südlich des Speikkogels zwischen Sankt Margarethen bei Knittelfeld und Übelbach.
Ebenso problematisch ist die Südgrenze und der Übergang zum (westlichen) Grazer Bergland, das die Vorberge der Gleinalm bildet.
Die Abschnitte am Hauptkamm der Gleinalpe heißen (von West nach Ost):
- Turneralpe von oberhalb Gaberl bis zum Stierkreuz
- Terenbachalpe bis zum Sattel bei der Zeißmannhütte
- Roßbachalpe bis zum Gleinalmsattel
- Speikkogel (1988 m)[5]–Lärchkogel (1894 m)-Zug als Hauptmassiv bis zum Kreuzsattel (1583 m)
- Lammalpe (Eiblkogel 1831 m) bis zum Polstersattel (1505 m)
- Fensteralpe (1618 m) bis zum Almwirtsattel
- Hochalpe (i. e. S.) bis zum Eisenpass (1183 m)
- Angeralpe (Hochanger) bis an die Mur

## Geschichte und Kultur

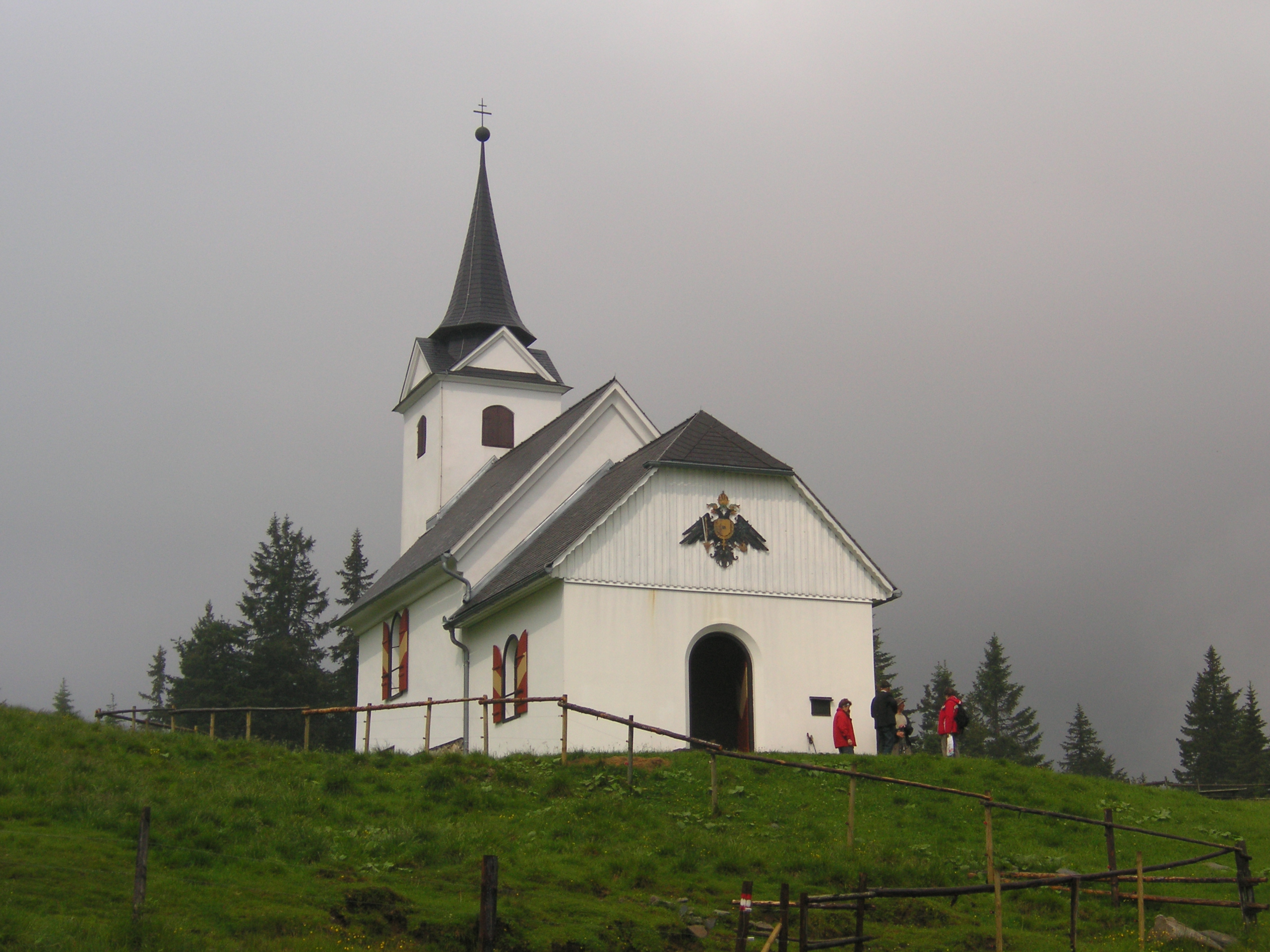
Die Kirche Maria Schnee auf der Gleinalpe, die neben dem Gasthaus Gleinalm steht

Der Name stammt vom frühslowenischen Wort Glina, das bedeutet ‚Lehm‘, also ‚Lehmalpe‘.
Bekannt wurde der Gebirgsstock, jahrhundertelang nur abgelegene Almenregion und beschwerliches Saumweggebiet zur Umgehung des Murknies über Bruck und das Murdurchbruchstal, durch den Gleinalmtunnel der A9 Pyhrnautobahn. Er ist gut 8 km lang und ermöglicht eine raschere Autobahnverbindung von Oberösterreich nach Graz bzw. nördlichem Europa zur Oberen Adria.
Im Bereich von Gleinalmschutzhaus, Roßbachkogel und Brendlstall befinden sich die Sommerweiden der Lipizzanerstuten, daher trägt das südwestliche Gleinalmgebiet die moderne touristische Bezeichnung Lipizzanerheimat.
Auf dem Gleinalmsattel beim Gleinalm-Gasthaus befindet sich die kleine Wallfahrtskirche Maria Schnee, in der an Marien-Feiertagen im Sommer Messen abgehalten werden, wofür die Pfarre Übelbach zuständig ist.

## Tourismus

### Wege und Touren
Das Gebiet ist mit zahlreichen Wanderwegen erschlossen, bietet aber nur wenige Berghütten als Stützpunkte für die Wanderer. Dafür sind viele Gräben vom Murtal aus mit Straßen versehen, die öffentlich zugänglich sind. Vor allem der südöstliche Teil zwischen Graz und Köflach ist ein vielbesuchtes Ausflugsgebiet. Dort befinden sich auch die scherzhaft so genannten Grazer Dreitausender (Pleschkogel 1061 m, Heiggerkogel 1098 m und Mühlbacherkogel 1050 m), die als Tagestour bestiegen werden können und zusammen eine Höhe von 3209 m aufweisen.
Zwei österreichische Weitwanderwege führen durch das Gebirge:
- Nord-Süd-Weitwanderweg (Weg 05)
- Zentralalpenweg (Weg 02)

Aufgrund der großen Distanz zwischen den Schutzhütten bzw. Talorten ist dabei jeweils eine sehr anstrengende Tagesetappe einzuplanen.

### Hütten

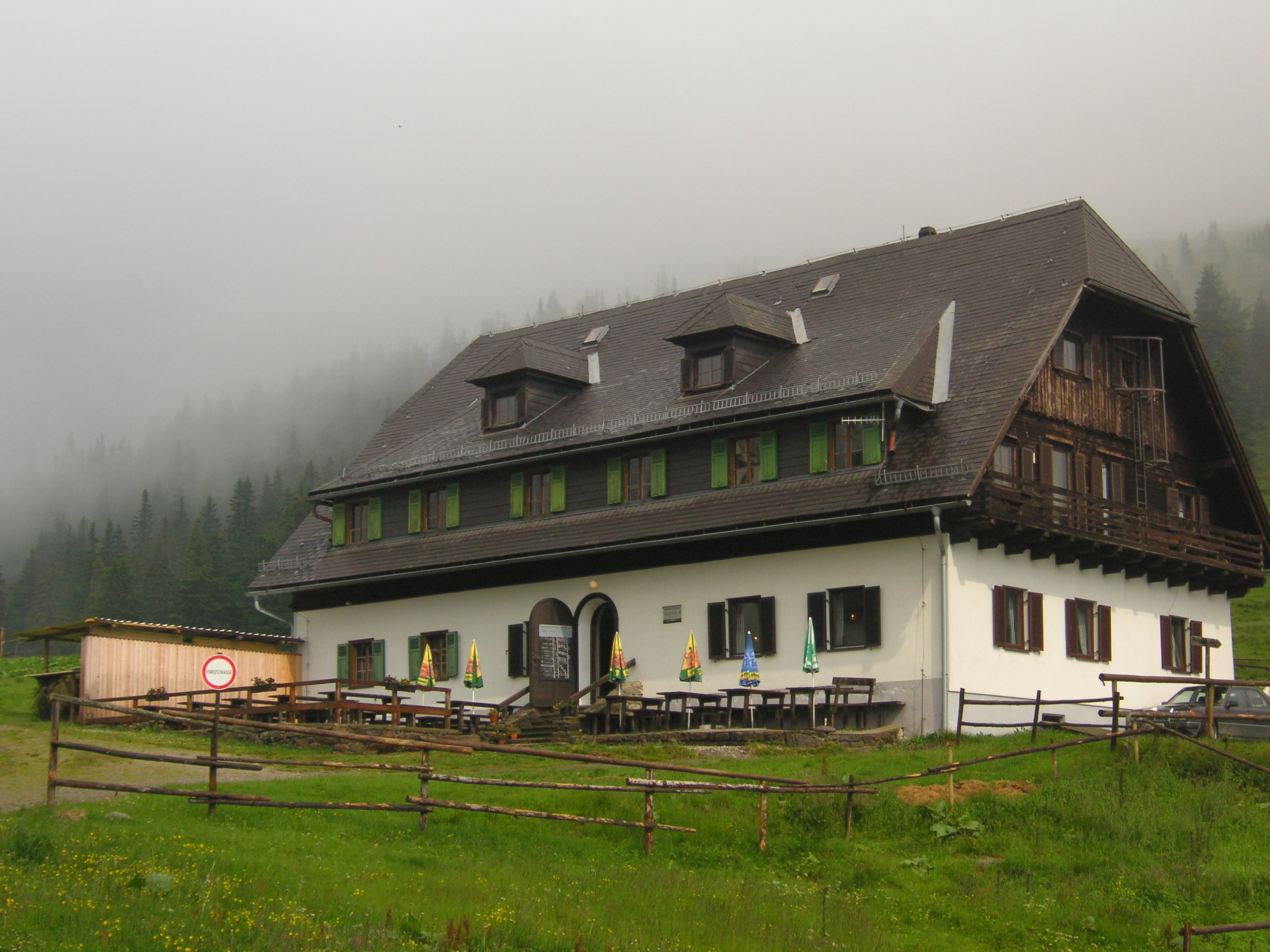
Der Gasthof Gleinalm

- Hochanger Schutzhaus (1304 m): auf dem Gipfel des Hochanger im Nordosten[8]
- Mugelschutzhaus (vormals Hans-Prosl-Haus) (1630 m): am Gipfel der Mugel im Norden
- Gasthof Gleinalm (1586 m): am Gleinalmsattel, etwa 400 Höhenmeter unter dem Gipfel des Speikkogels[5] gelegen.
- Oskar-Schauer-Sattelhaus (1394 m): westlich Stierkreuz knapp unterhalb des Hauptkamms gelegen
- Steinplan Schutzhaus (1670 m): am Gipfel des Steinplan, der den westlichen Abschluss des Gebirges bildet[9]